# اندونزی
اَندونِزی با نام رسمی جمهوری اندونزی (به اندونزیایی: Republik Indonesia، رِپوبلیگ ایندُنِسی‌یا) یک کشور فراقاره‌ای در جنوب شرقی آسیاست که به شکل مجمع‌الجزایری میان دو قاره آسیا و اقیانوسیه گسترده شده است. اندونزی کشوری متشکل از ۱۷٬۵۰۸ جزیره و ۳۸ استان است.پایتخت کنونی این کشور، نوسانتارا در جزیره بورنئو می‌باشد. اندونزی با جمعیت بیش از ۲۹۸ میلیون نفر تا سال ۲۰۲۰،چهارمین کشور پرجمعیت و پانزدهمین کشور پهناور در جهان است. تنوع قومی، زبانی و مذهبی از ویژگی‌های بارز این کشور است که تحت چارچوب حکومت جمهوری اداره می‌شود. اقتصاد اندونزی را می‌توان در زمرهٔ اقتصادهای در حال توسعه و نوظهور دسته‌بندی کرد.

## واژه‌شناسی
نام اندونزی از دو واژه یونانی ایندوس (به یونانی: Indus) به معنی هندوستان و نسوس (به یونانی: nesos) به معنی جزیره آمده است بنابراین اندونزی به معنای «جزیره هند» است. نام امروزی آن به قرن ۱۸ میلادی، زمانی که اندونزی در حال تشکیل یک کشور مستقل بود بازمی‌گردد و تلفظ آن در فارسی از زبان فرانسه گرفته شده است.

## تاریخ

### روزگار باستان
یافت شدن بازمانده‌های سنگواره‌ای انسان راست‌قامت که به نام انسان جاوه‌ای نیز شناخته می‌شود نشان می‌دهد که مجمع‌الجزایر اندونزی
از دو میلیون تا ۶۰۰ هزار سال پیش مسکونی شده‌بود.
اکثریت جمعیت امروزی اندونزی از نژاد آسترونزی هستند که از تایوان به سوی جنوب شرق مهاجرت کرده‌بودند. آن‌ها در حدود ۲۰۰۰ سال پیش از میلاد به اندونزی رسیدند و جمعیت بومی ملانزی را به سوی شرق راندند. شرایط بسیار خوب برای کشاورزی و توسعه کشت آبی برنج در حدود ۸۰۰ سال قبل از میلاد باعث شد تا شهرها، شهرستان‌ها و پادشاهی‌های کوچک بتوانند در سراسر قرن نخست پیش از میلاد شکوفا شوند.
حالت قرارگیری تنگه‌های میان جزایر در اندونزی به‌گونه‌ای است که هم تجارت بین جزایر و هم بازرگانی برون‌مرزی را شکوفا می‌کند. به عنوان نمونه مسیرهای تجاری میان پادشاهی‌های اندونزی و چین از چند سده پیش از میلاد مسیح شکل گرفته بودند. این تجارت‌ها بر تاریخ اندونزی تأثیر بسیاری داشته است.
در متون خاورمیانه از مناطقی از اندونزی امروزی به عنوان «جابه» و «زابج» یاد شده است. این دو نام بیش از آنکه به‌زعم برخی پژوهندگان محدود به دو جزیرهٔ جاوه و سوماترا باشد، یک عنوان کلی برای قلمرو پادشاهی سری‌ویجایا و ماجاپاهیت، شامل تعداد زیادی از جزایر هند بوده است. مسلمانان تمام این جزایر را تحت نام کلی جاوه می‌شناختند و کلمهٔ زابج یا جابه نیز در متون کهن اسلامی به همین معنا به کار رفته است. تلقی مارکوپولو از جاوهٔ بزرگ و جاوهٔ کوچک نیز احتمالاً به اعتبار همین نام کلی می‌باشد.
منبت العطر یا سرزمین گیاهان خوشبو به شرحی که در کتاب ابن خُردادبه با فاصلهٔ پانزده روز راه از زابج و اطراف آن آمده است به احتمال زیاد جزایر ملوک مرکز ادویه می‌باشد، زیرا میخک و جوز بویا که اقلام عمدهٔ ادویه‌اند عمدتاً در این جزایر به عمل می‌آیند. حتی جنگل‌های خودروی این دو گیاه نیز از قدیم در بعضی از جزایر ملوک نظیر آمبون و ترناته وجود داشته است.

### دوران استعمار

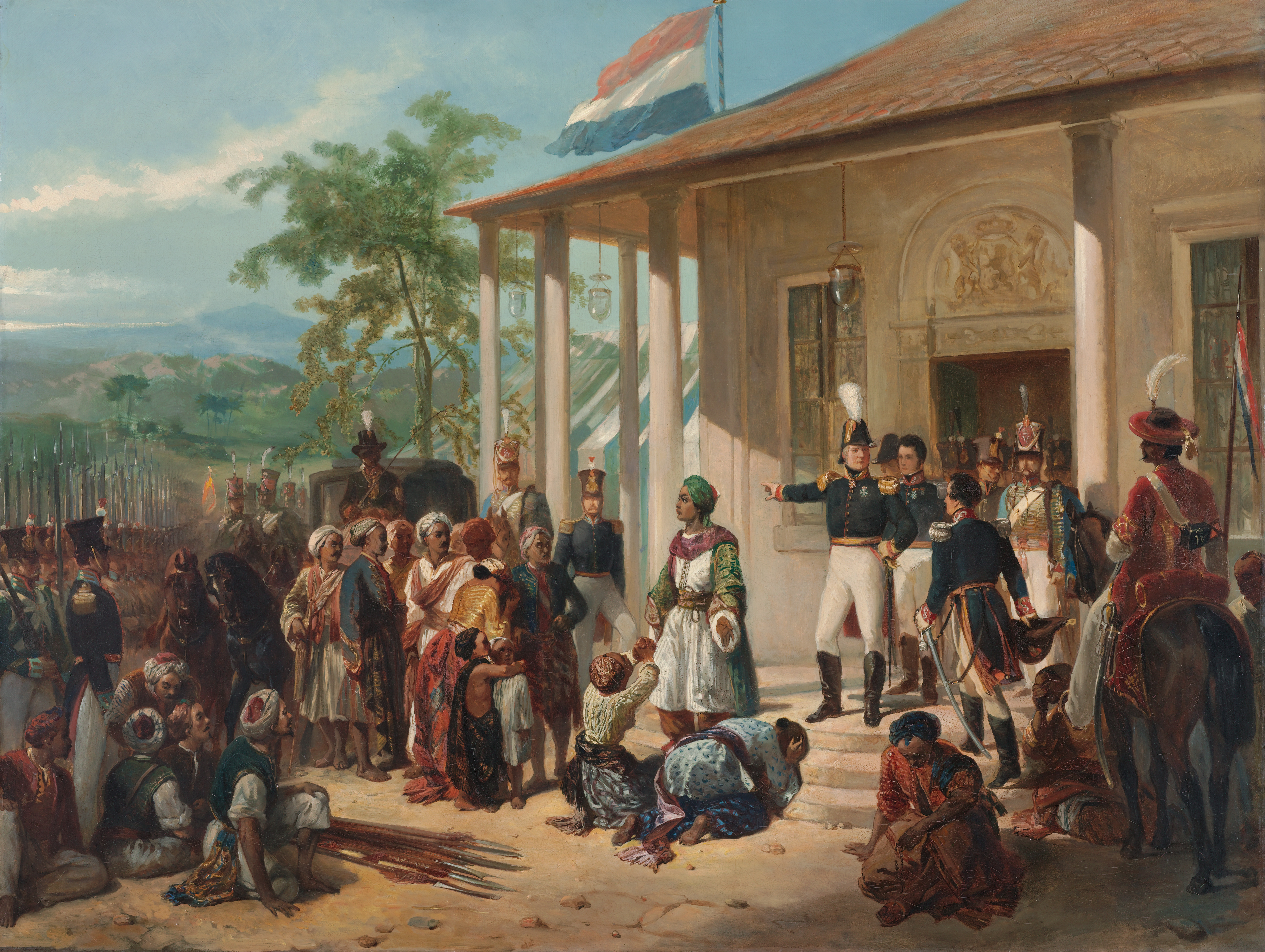
تسلیم شدن شاهزاده جاوه به ژنرال هلندی، جنگ جاوه در ۱۸۳۰

جزایر اندونزی در قدیم سلطان‌نشین بوده‌اند تا آنکه در قرن شانزدهم اسپانیایی‌ها و پرتغالی‌ها به آن دست یافتند. کمپانی شرقی هلند در ابتدای قرن هجدهم، حکومت اندونزی را به دست گرفت. در ۱۷۴۰ هلندی‌ها شورش مردم جاکارتا را با کشتار ۲۰ هزار اندونزیایی و چینی درهم شکستند. در ۱۹۰۷، «سی سی نگا مانگزایا» پادشاه اندونزی علیه هلندی‌ها قیام کرد اما ارتش استعماری هلند سپاه او را شکست داد و سلطه استعمار هلند بر اندونزی محکم شد.

### روزگار معاصر
تا ۱۹۴۲ میلادی اندونزی متعلق به هلند بود و از ۱۹۴۲ تا ۱۹۴۵ تحت اشغال ژاپن درآمد. در ۱۷ اوت ۱۹۴۵، ملّیون به رهبری احمد سوکارنو اعلام جمهوری کردند. چهار سال تمام میان نیروهای هلند و اندونزی جنگ بود. در نهایت در سال ۱۹۴۹ موافقت‌نامه‌ای امضاء شد که طبق مفاد آن، همه سرزمین اندونزی بجز گینه نو به حکومت موقت (جمهوری) ایالات متحده اندونزی واگذار شد. در۱۶ دسامبر ۱۹۴۹، احمد سوکارنو به ریاست جمهوری این کشور انتخاب گردید.

سوکارنو، رئیس‌جمهور بنیان‌گذار اندونزی.

از قرن هفدهم، هند شرقی مهم‌ترین و سودآورترین بخش امپراتوری هلند به‌شمار می‌رفت. به غیر از اشغال کوتاه مدت بریتانیایی‌ها (۱۸۱۱ تا ۱۸۱۴) و قیام‌های گاه گاهی محلی، هلند کنترل این کشور را تا ۱۹۴۲ حفظ کرد. در این سال ژاپنی‌ها به این مستعمره هجوم آوردند و به عنوان آزاد کنندگان کشور از حکومت استعماری مورد استقبال اکثر اندونزیایی‌ها قرار گرفتند با تسلیم ژاپن در ۱۹۴۵، احمد سوکارنو (۱۹۰۱ تا ۱۹۷۰)- بنیان‌گذار حزب ملّیون در ۱۹۲۷ – هند شرقی هلند را جمهوری مستقل اندونزی اعلام کرد. هلندی‌ها پس از چهار سال جنگ متناوب ولی وحشیانه، تحت فشار بین‌المللی استقلال اندونزی را در ۱۹۴۹ پذیرفتند. حکومت سوکارنو به‌طور فزاینده‌ای اقتدارطلب شد و کشور به هرج و مرج اقتصادی گرفتار گردید. او در ۱۹۶۲ گینه نوی هلند را تصرف کرد، که در۱۹۶۲ با عنوان ایریان جایا رسماً ضمیمه شد، هر چند جنبشی جدایی طلب پا برجاست. بین ۱۹۶۳ تا ۱۹۶۶ سوکارنو کوشید با تهاجمات مسلحانه به شمال بورنئو فدراسیون نوپای مالزی را بی‌ثبات سازد. احمد سوکارنو تا زمان سقوطش از کلیه جنبش‌های استقلال طلبانه در قاره‌های آسیا، آفریقا و آمریکای لاتین دفاع می‌کرد.
ژنرال سوهارتو توانست با سرکوبی قیام کمونیستی در ۱۹۶۵ و ۱۹۶۶ سیاست ضد آمریکایی سوکارنو را وارونه سازد و نهایتاً با کمک دانشجویان و ارتش او را برکنار کند. در این مدت حدود ۸۰ هزار نفر از اعضای حزب کمونیست اندونزی کشته شدند. الحاق تیمور شرقی پرتغال در ۱۹۷۶ توسط اندونزی از طرف جامعه بین‌المللی به رسمیت شناخته نشد، و عملیات چریکی ملی گرایان محلی ادامه داشت. برنامه جاه طلبانه‌ای برای اسکان مجدد اهالی جاوه به منظور کم کردن جمعیت زیاد این جزیره به مورد اجرا گذاشته شد ولی این مهاجران جاوه‌ای با انزجار بومیان جزایر کم توسعه یافته و دوردست روبرو شد. کشتار تظاهرکنندگان بی‌سلاح تیموری به دست سربازان اندونزی در ۱۹۹۱ اعتراضات بین‌المللی را به دنبال داشت.
ژنرال سوهارتو بعد از آنکه به قدرت رسید کشور مالزی را به رسمیت شناخت و دوباره کشورش را به عضویت سازمان ملل درآورد و از این جهت مورد حمایت ایالات متحده آمریکا بود. در مدت طولانی ریاست جمهوری اش خود و خانواده‌اش مستقیماً در صادرات و واردات اندونزی دخالت کرده و میلیاردها دلار اندوختند. در اثر رکود اقتصادی و ضعف بنیان مالی و فقر عمومی ژنرال سوهارتو دچار تظاهرات مردمی شد تا آنکه در ۱۹ مه ۱۹۹۸ مادلین آلبرایت وزیر خارجه آمریکا به او تکلیف کرد که از مقام خود استعفاء کند.
ژنرال سوهارتو در همان روز ۱۹ مه ۱۹۹۸ بعد از ابلاغ برکناری‌اش توسط آلبرایت در یک نطق سه دقیقه یی از مردم اندونزی به سبب خطاهایش پوزش خواست و از مردم درخواست کرد از بشارالدین یوسف حبیبی تبعیت کنند.

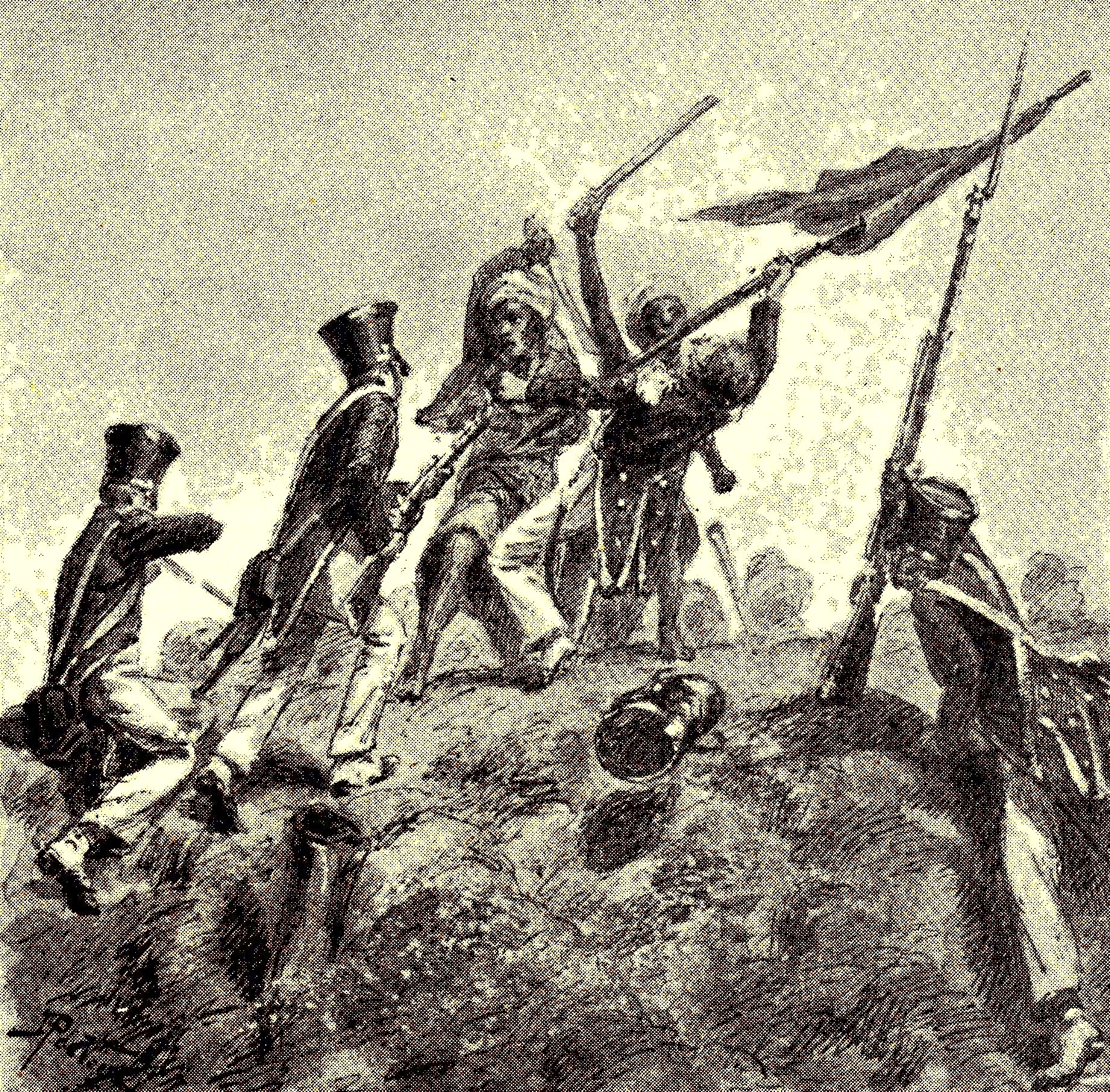
جنبش پادری متأثر از وهابیت در سوماترا

زمانی که محمد سوهارتو پس از سی و سه سال قدرت سقوط کرد بسیاری از مردم اندونزی بر این عقیده بودند که کشور اندونزی تجزیه خواهد شد اما پس از سوهارتو وسعت این امر کمتر از پیش‌بینی‌ها بود.
در دهه ۱۹۵۰ مبارزات خشونت‌آمیزی علیه حکومت اندونزی بر جزایر ملوک جنوبی، توسط مردم ملوک جنوبی صورت گرفت و نیروهای اندونزی این مبارزات را به شدت سرکوب کردند. پس از سقوط حکومت ژنرال سوهارتو در سال ۱۹۹۸، این مبارزات از سر گرفته شد. از سال ۱۹۹۹ تا ۲۰۰۲، خشونت‌ها در جزایر ملوک موجب کشته شدن حدود ۵ هزار نفر و بی‌خانمان شدن ۵۰۰ هزار نفر شد.
در ۱۷ ژوئن ۱۹۹۹ به دستور یوسف حبیبی ژنرال دامیری به فرماندهی منطقه تیمور شرقی رسید که مردم آن خواهان استقلال بودند. در چهارم ژوئیه ۱۹۹۹ بانک جهانی با اعطای وام یک میلیارد دلاری به اندونزی موافقت کرد. انتخابات ریاست جمهوری پس از ۳۰ سال انجام شد و رقیب یوسف حبیبی، خانم مگاواتی سوکارنو پوتری از حزب دموکرات بود که بالاخره در ۲۳ ژوئیه ۲۰۰۱ به ریاست جمهوری رسید و حزب گلکار یعنی حزب وابسته به سیستم حاکمیت شکست خورد. در آخرین روزهای حکومت یوسف حبیبی مردم تیمور شرقی با نظارت سازمان ملل به استقلال خویش رأی دادند. بعد از مگاواتی سوکارنو پوتری، ژنرال بازنشسته سوسیلو بامبانگ یودهویونو که زمانی افسر اطلاعات و فرماندار تیمور شرقی بوده است در ۲۸ اکتبر ۲۰۰۴ در انتخابات ریاست جمهوری به پیروزی رسید.

#### پایان جنگ (۱۹۴۸ میلادی)
از اواسط تا اواخر جنگ جهانی دوم، اندونزی تحت اشغال ژاپن بود. با پایان جنگ و تسلیم نیروهای ژاپن، کلیه سلاح‌های ژاپنی به دست ملی گرایان استقلال طلب اندونزیایی افتاد. در سال ۱۹۴۵ میلادی احمد سوکارنو رهبر آزادی خواهان این کشور، اعلام استقلال کرد، که با مخالفت و لشکر کشی هلندی‌ها مواجه گردید. اما سازمان ملل در این موضوع دخالت کرد و دولت هلند به ناچار با حکومتی به نام اتحادیه اندونزی و هلند موافقت کرد. از این رو نمایندگان دولت اندونزی و دولت پادشاهی هلند به دستور سازمان ملل متحد، بر روی عرشه یک ناو آمریکایی، قرار داد ترک مخاصمه را در ۲۰ ژانویه ۱۹۴۸ امضاء کردند و جنگ دو کشور به پایان رسید. علت این که اندونزی و هلند، این قرار داد را روی یک کشتی بیگانه امضاء کردند این بود که هیچ محل دیگری برای امضای معاهده مورد موافقت دو طرف قرار نگرفته بود.

#### جدایی تیمور شرقی

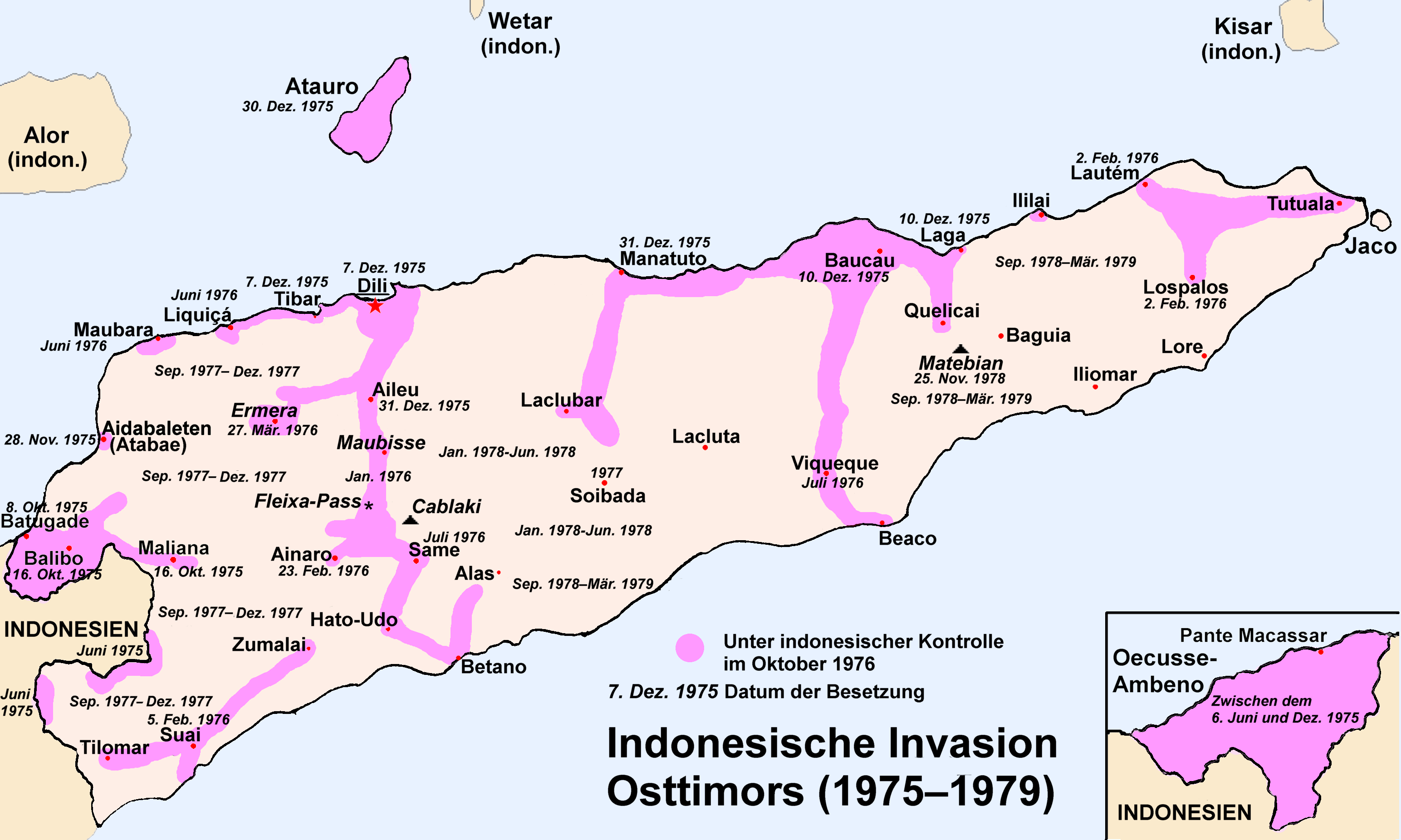
تهاجم نظامی اندونزی به تیمور

در سال ۱۹۹۹ مردم تیمور شرقی با شرکت در یک همه‌پرسی که تحت نظر سازمان ملل برگزار شد به استقلال از اندونزی رأی دادند. نتیجه این همه‌پرسی واکنش خشونت‌آمیز شبه نظامیان طرفدار اندونزی را به دنبال داشت.
اقدامات شبه نظامیان با ورود یگان‌هایی از ارتش استرالیا، که بر اساس قطعنامه شورای امنیت به این سرزمین اعزام شده بودند، پایان یافت اما در جریان خشونت‌ها، بیش از یک هزار تن از اهالی تیمور شرقی کشته شدند.
با خروج نیروهای اندونزی از تیمور شرقی، اداره امور این سرزمین به‌طور موقت برعهده نماینده سازمان ملل قرار گرفت و روز ۲۰ ماه مه سال ۲۰۰۲، تیمور شرقی به عنوان یک کشور مستقل مورد شناسایی بین‌المللی قرار گرفت. تیمور شرقی بیش از یک میلیون جمعیت دارد که اکثر آنان مسیحی کاتولیک هستند.

## دولت و سیاست
محمد سوهارتو، رئیس‌جمهوری پیشین اندونزی در سال ۱۹۶۸ و در پی خشونت‌هایی که پس از یک کودتای شکست خورده رخ داد، به قدرت رسید و بلافاصله به مبارزه با کمونیسم پرداخت که نتیجه آن قتل حداقل ۵۰۰ هزار نفر و زندانی کردن میلیون‌ها نفر دیگر شد.

## جغرافیا

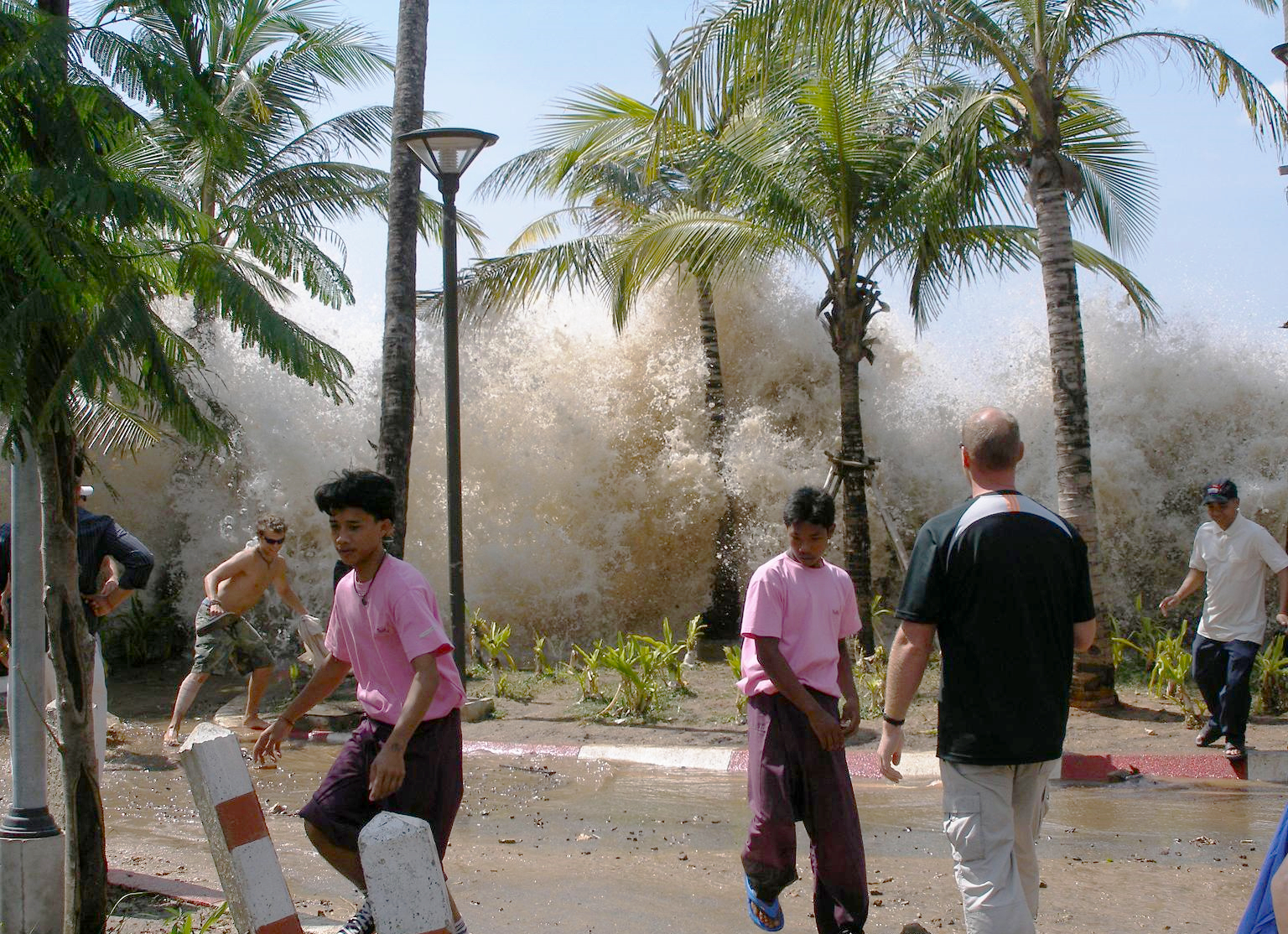
زمین‌لرزه ۲۰۰۴ و سونامی اقیانوس هند سومین زمین لرزه بزرگ جهان در مجاورت سوماترا در اندونزی با ۹٫۱ ریشتر.

با ۱٬۹۱۹٬۴۴۰ کیلومتر مربع (۷۴۱٬۵۰ مایل مربع)، اندونزی پانزدهمین کشور بزرگ جهان از لحاظ مساحت است. اندونزی مجموعه‌ای از جزایر (نزدیک به ۱۷۵۰۸جزیره بزرگ و کوچک) است که در جنوب شرقی آسیا در اقیانوس کبیر قرار دارد. اندونزی در نیمکرهٔ شرقی، در جنوب شرقی آسیا، در اقیانوس هند و دریاهای وابسته به آن واقع شده و خط استوا از آن می‌گذرد. اندونزی در جزیره گینه نو با پاپوا و هم چنین در جزیره برنئو با مالزی مرز مشترک دارد.
سابقاً این جزایر در تصرف هلند و به هندِ هلند موسوم بود ولی بعد از آنکه کشوری مستقل و آزاد گردید، «اندونزی» نام گرفت. پایتخت آن شهر جاکارتا است که در جزیره جاوه قرار دارد و سابقاً باتاویا نامیده می‌شد. شهر مهم آن سورابایا است.
این کشور دارای معادن قلع، نفت، زغال‌سنگ و مس است و توتون، برنج، قهوه و کائوچو جزو محصولات کشاورزی این کشور است.

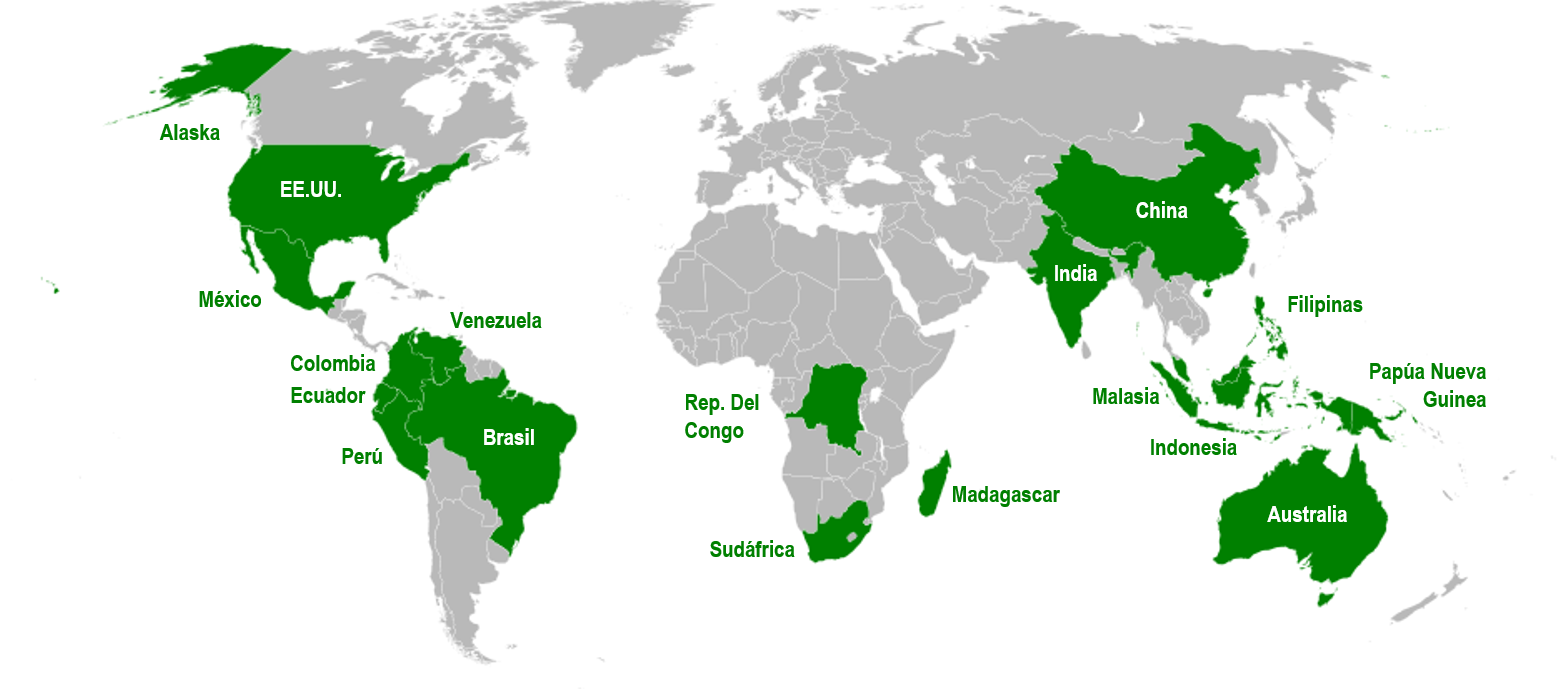
اندونزی جزو کشورهای دارای تنوع زیستی کلان

اندونزی را می‌توان بزرگ‌ترین مجمع الجزایر جهان دانست که بین دو خشکی، یعنی جنوب شرق آسیا و استرالیا واقع شده است. وسعت آب‌های این کشور ۳ برابر مساحت خشکی‌های آن می‌باشد.
بندرهای مهم این کشور نیز عبارتند از: مدان، بندر ساحلی بلاوان، پکانبارو، ریو، جاکارتا سنگارنگ، نوزاتنگارا، بندر ساحلی بیتونگ و بندر آمبون. شهرهای مهم اندونزی را هم می‌توان در ۱۰ شهر زیر خلاصه کرد: جاکارتا، سورابایا، سمارانگ، باندونگ، مدان، پالمبانگ، یوجونگ پادانگ، بانجارماسین، بندر لامپونگ، مانادو.
جاکارتا، پایتخت کشور اندونزی، ابتدا یک شهر بندری کوچک بود، اما هم‌اکنون این شهر ۶۷۰ کیلومتر مربع وسعت دارد و جمعیتی معادل ۹ میلیون نفر را در خود جای داده و یکی از مراکز مهم اقتصادی اندونزی است.
جزیره جاوه با آنکه فقط ۷ درصد کل خاک این کشور را تشکیل می‌دهد، به تنهایی حدود ۶۰ درصد کل جمعیت کشور را به خود اختصاص داده است.
رشته جزایر جنوبی کوهستانی و آتشفشانی است و شامل سوماترا، جاوه، مادورا، بالی و جزایر سوندای کوچک (از جمله لامبارک، فلورس و تیمور) است. جاوه و همسایه کوچکترش مادورا جمعیت متراکمی دارند و نزدیک به دو سوم مردم اندونزی را در خود جای می‌دهند. زنجیره جزایر شمالی متشکل است از کالیمانتان (بخش اندونزیایی جزیره بورنئو)، جزایر نامنظم و کوهستانی سولاوسی (سلبس)، گوره ملوک، وایریان جایا (بخش غربی گینه نو).
بیش از دو سوم این کشور از جنگل‌های استوایی بارانی پوشده شده است؛ و آب و هوای آن استوایی و بارندگی در طول سال سنگین است.
رودهای مهم آن کاپواس، دیگول، باریتو، و بلندترین نقطه اندونزی نگگا پولو (هرم کارستنز) با ۵۰۳۰ متر ارتفاع است (در جزیره ایریان جایا).
قسمت اعظم اندونزی کوهستانی است و با وضع جغرافیائی خود که در دو طرف خط استوا قرار گرفته بیش از دو فصل دارا نیست یکی فصل مرطوب از نوامبر تا مارس و دیگری فصل خشک از ژوئن تا اکتبر.

### جزایر اصلی
این کشور را می‌توان از لحاظ وضعیت طبیعی به چند قسمت زیر تقسیم کرد:
- جزیره سوماترا: یکی از بزرگ‌ترین جزیره‌های جهان است و با جزیره‌های جاوه، سلبس و برنئو، در مجموع، جزایر سوندای بزرگ نامیده می‌شوند. قسمت عمده آن را جلگه‌ها و نواحی پست تشکیل داده و ارتفاعات آن (از جمله کوه‌های باریسان) در کناره غربی آن تا سمت شمال گسترده شده و دارای وسعت زیادی می‌باشند. رودهای آن کوتاه و پرآب بوده و اکثراً از سمت غرب به شرق جاری هستند و مهم ترینشان عبارتند از: کامپار، بارومون، ایندراگیری، روکان، موسی و هاری. جنگل‌ها که اغلب غیرقابل نفوذند، وسعت زیادی دارند؛ و مرداب‌های وسیعی نیز در کرانه شرقی آن وجود دارند. بلندترین نقطه آن قله کرینتجی (۳۸۰۰ متر) است.
- جزیره جاوه: پنجمین جزیره وسیع اندونزی و از پرجمعیت‌ترین آن‌ها است که بیش از ۶۵٪ جمعیت کشور در آن زندگی می‌کنند. کوه‌ها در تمام نقاط آن پراکنده شده و قسمت اعظم آن را جلگه‌ها و جنگل‌ها تشکیل می‌دهند. رودهای آن عمدتاً کوتاه و پرآب بوده و مهمترینشان عبارتند از: سولو، سرانگ، تاروم، سرایو و مانوک. بلندترین نقطه آن قله سمرو با ۶۷۶، ۳ متر ارتفاع است.

جزیره برنئو: قسمت اعظم این جزیره متعلق به اندونزی است که در اصطلاح محلی به آن کالیمانتان گفته می‌شود. ارتفاعات آن عمدتاً در نواحی شمالی واقع شده و قسمت اعظم آن را جنگل‌ها و جلگه‌ها شامل می‌شوند. رودهای طویلی در آن جریان دارند از جمله: باریتو، ماهاکام، نگارا، کایان و کاپواس. بلندترین نقطه آن ۹۸۸٬۲ متر ارتفاع دارد.
- جزیره سلبس (سلب): جزیره‌ای کوهستانی و مرتفع است که قسمت اعظم آن را جنگل‌ها پوشانده‌اند. از رودهای آن می‌توان از ماریسا، کاراما، ماماسا، بونگکا و پالو نام برد. قله رانتکومبولا با ۴۵۵، ۳ متر ارتفاع بلندترین نقطهٔ آن است. نام محلی این جزیره، سولاوسی است.
- جزیره گینه نو: نیمه غربی این جزیره که اصطلاحاً ایریان غربی گفته می‌شود و به اندونزی تعلق دارد. نواحی مرکزی و شمال غربی آن را کوه‌ها و نواحی بلند پوشانده و قسمت اعظم آن را جنگل‌ها و جلگه‌ها تشکیل می‌دهند. رود دیگول مهم‌ترین رود آن است. بلندترین نقطه آن قله جایا (۰۲۹، ۵ متر) است.
- جزایر سوندای کوچک (نوساتنگارا): این جزایر بین جزیره جاوه و جزیره گینه نو واقع شده‌اند و عمدتاً کوهستانی و مرتفع می‌باشند. بزرگ‌ترین جزیره‌های آن عبارتند از: سومباوا، فلورس، سومبا، تیمور و بالی.
- سایر جزایر غربی: که در اطراف جزیره‌های برنئو، جاوه و سوماترا واقع شده و عمدتاً کم ارتفاعند. بزرگ‌ترین جزیره آن، بانگکا می‌باشد.
- سایر جزایر شرقی: که مجموعاً به جزایر ملوک یا اویه معروف هستند و در اطراف جزیره‌های سلس و گینه نو واقع شده‌اند و کوهستانی و مرتفع‌اند. جزیره‌های هالماهرا و سرام بزرگ‌ترین جزیره‌های این نواحی می‌باشند.

بر روی هم اندونزی سرزمینی نیمه کوهستانی است. جلگه‌های آن عمدتاً در جزیره‌های جاوه و سوماترا و جزایر سوندای کوچک (نوساتنگارا) و جنگل‌های آن عمدتاً در جزیره‌های برنئو، گینه نو، و سوماترا واقع شده‌اند. آب و هوای آن گرم و مرطوب و پر باران است. بلندترین نقطه آن قله جایا با ۰۲۹، ۵ متر ارتفاع است. طویل‌ترین رود آن باریتو (۸۸۵ کیلومتر) و دریاچه توبا (۵۰۰، ۲ کیلومتر مربع) وسیع‌ترین دریاچهٔ آن است.
کوه لوکون در جزیره سولاوسی یکی از فعال‌ترین آتشفشان‌های اندونزی است که فوران آن در ژوئیه ۲۰۱۱ هزاران نفر را آواره کرد. سونامی سال ۲۰۰۴ در اقیانوس هند منجر به کشته شدن ۱۷۰٬۰۰۰ نفر در آچه اندونزی شد.
نگاه کنید به: فهرست شهرهای اندونزی

### تقسیمات کشوری
فهرست استان‌های اندونزی که برپایه منطقه دسته‌بندی شده است. نام‌های اندونزیایی در پرانتز آمده و نام مرکز استان‌ها نیز پس از آن آمده است.
در این فهرست در جلوی استان‌های دارای وضعیت ویژه ستاره گذاشته شده است.
سوماترا
- آچه* – بندر آچه
- سوماترای شمالی (Sumatera Utara) – مدان
- سوماترای غربی (Sumatera Barat) – پادانگ
- ریائو – پکانبارو
- جزایر ریائو (Kepulauan Riau) – تانجونگ پینانگ
- جامبی – جامبی
- سوماترای جنوبی (Sumatera Selatan) – پالم‌بانگ
- جزایر بانگکا-بلیتونگ (Kepulauan Bangka-Belitung) – پانگکال پینانگ
- بنگکولو (Bengkulu) – بنگکولو
- لامپونگ – بندر لامپونگ

جاوه
- جاکارتا* (Daerah Khusus Ibu Kota Jakarta) – Jakarta
- بانتن – سرانگ
- جاوه غربی (Jawa Barat) – باندونگ
- جاوه مرکزی (Jawa Tengah) – سمارانگ
- یوگیاکارتا* (Daerah Istimewa Yogyakarta) – یوگیاکارتا
- جاوه شرقی (Jawa Timur) – سورابایا

جزایر سوندای کوچک
- بالی – دنپاسار
- سوندای غربی (Nusa Tenggara Barat) – ماتارام
- سوندای شرقی (Nusa Tenggara Timur) – کوپانگ

| style="text-align: right; vertical-align: top;  " |

| style="text-align: right; vertical-align: top;  " |
کالیمانتان
- کالیمانتان غربی (Kalimantan Barat) – پونتیاناک
- کالیمانتان مرکزی (Kalimantan Tengah) – پالانگ‌کارایا
- کالیمانتان جنوبی (Kalimantan Selatan) – بانجارماسین
- کالیمانتان شرقی (Kalimantan Timur) – ساماریندا

سولاوسی
- سولاوسی شمالی (Sulawesi Utara) – مانادو
- گورونتالو – گورونتالو
- سولاوسی مرکزی (Sulawesi Tengah) – پالو
- سولاوسی غربی (Sulawesi Barat) – ماموجو
- سولاوسی جنوبی (Sulawesi Selatan) – ماکاسار
- سولاوسی جنوب شرقی (Sulawesi Tenggara) – کنداری

جزایر ملوک
- ملوک – آمبون
- ملوک شمالی (Maluku Utara) – سوفیفی

پاپوآی غربی
- پاپوآی غربی* (Papua Barat) – مانوکواری
- پاپوآ* – جایاپورا

### محیط زیست

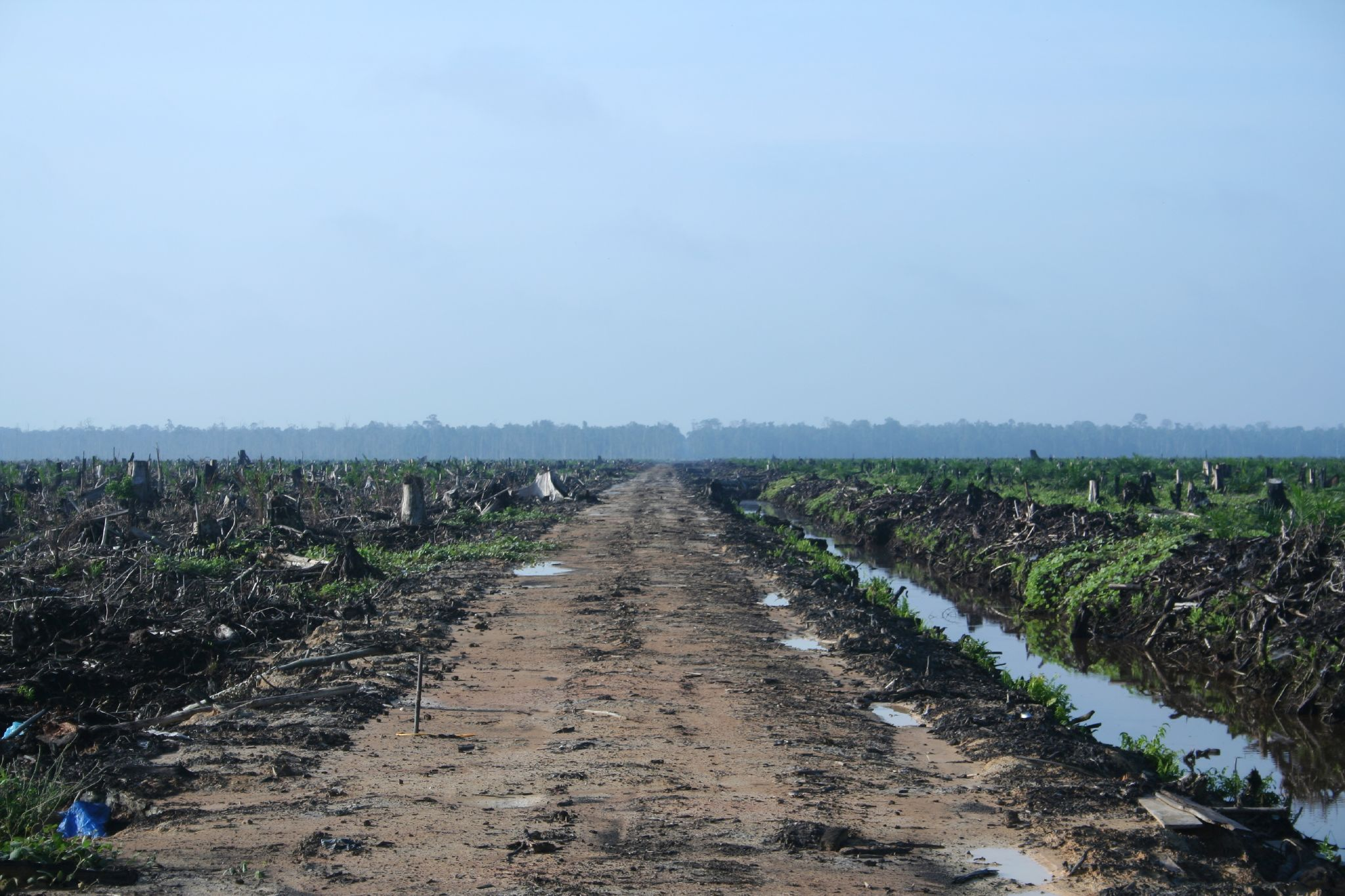
جنگل‌زدایی در سوماترا با هدف بازکردن راه به سمت یک مزرعهٔ نخل روغنی

اندونزی دارای بزرگ‌ترین جنگل‌ها در کشورهای جنوب شرق آسیا است به‌طوری‌که ۱۲۰ میلیون هکتار آن را جنگل‌های بارانی تشکیل داده است. حریق در جنگل‌های اندونزی به رویدادی سالانه در فصل خشک کشور تبدیل شده و تاکنون برای کشورهای همسایه آلودگی زیادی ایجاد کرده است. افزایش تقاضا برای تهیه روغن درخت نخل در هند نیز موجب تخریب نگران‌کننده جنگل‌های استوایی در اندونزی شده است. دولت اندونزی در ابتکاری زیست‌محیطی زوج‌های جوان را ملزم کرده قبل از ازدواج خود یک درخت بکارند. اندونزی دارای آب و هوای استوایی، گرم و مرطوب می‌باشد و تغییرات فصلی و دما در آن بسیار کم است. این کشور دارای دو فصل گرم، بارانی و مرطوب است.
اندازه، آب و هوای گرمسیری و جغرافیای مجمع‌الجزایر اندونزی، یکی از بالاترین سطوح از تنوع زیستی جهان را پشتیبانی می‌کند و این کشور یکی از ۱۷ کشور دارای تنوع زیستی کلان است که توسط Conservation International شناسایی شده است. گیاهان و جانوران آن مخلوطی از گونه‌های آسیایی و استرالیایی است. جزایر سوندا شلف (سوماترا، جاوه، بورنئو و بالی) زمانی به سرزمین اصلی آسیا متصل بودند و دارای فون‌های آسیایی هستند. گونه‌های جانوری بزرگی مانند ببر سوماترا، کرگدن، اورانگوتان، فیل آسیایی و پلنگ زمانی تا شرق بالی فراوان بودند، اما تعداد و پراکنش به شدت کاهش یافته است. سولاوسی، نوسا تنگگارا و مالوکو که مدت‌ها از خشکی‌های قاره‌ای جدا شده‌اند، گیاهان و جانوران منحصربه‌فرد خود را توسعه داده‌اند. پاپوآ بخشی از خشکی استرالیا بود و زیستگاه جانوران و گیاهان منحصربه‌فردی است که نزدیک به استرالیا است، از جمله بیش از ۶۰۰ گونه پرنده.

## مردم

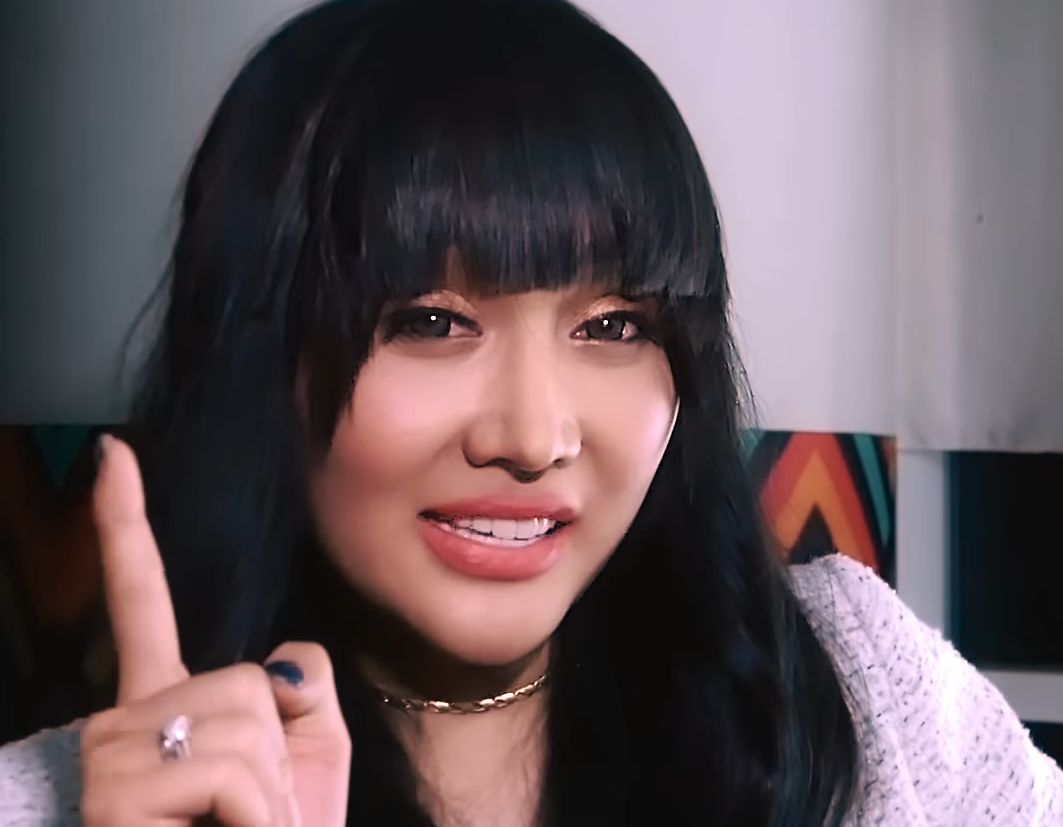
لوسینتا لونا بازیگر مطرح اندونزیایی

اندونزی ۲۸۵ میلیون نفر جمعیت دارد و زبان رسمی آنان «اندونزیایی» است ولی به زبان‌های مختلف گویش می‌نمایند. ۸۶٫۱ درصد از مردم اندونزی مسلمان هستند و اسلام توسط بازرگانان دریانورد مسلمان از تانزانیای دارالسلام به این منطقه رسید و در نتیجه مسلمانان این منطقه نیز مانند مسلمانان شرق قاره آفریقا شافعی مذهب هستند.
اندونزی در ۱۷ اوت ۱۹۴۵ از هلند استقلال یافت و استقلال آن در ۲۷ دسامبر ۱۹۴۹ به رسمیت شناخته شد.

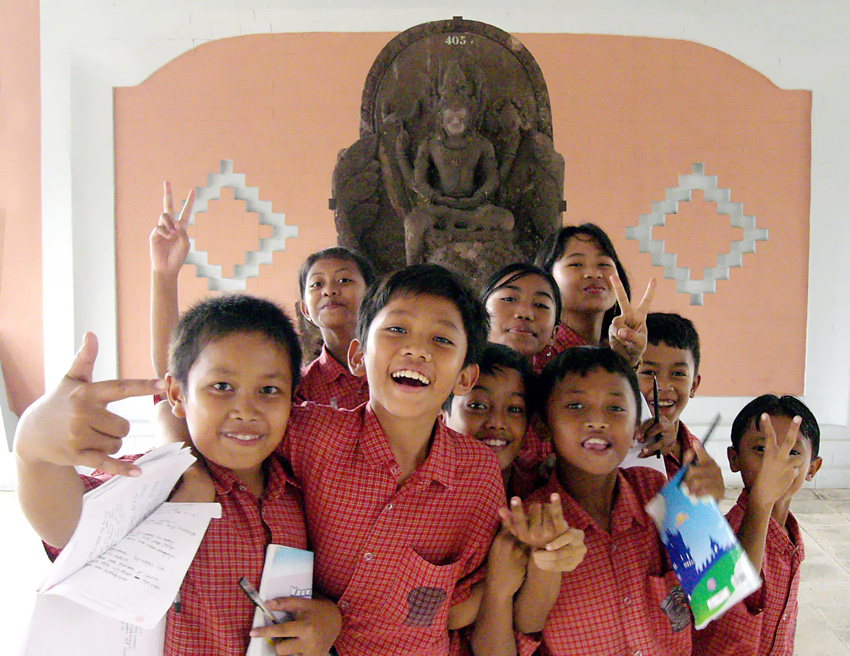
دانش آموزان اندونزیایی هنگام مسافرت مدرسه به یک موزه. اندونزی در حال حاضر جمعیت به نسبت جوانی دارد.

جمعیت‌شناسی اندونزی (انگلیسی: Demographics of Indonesia) به بررسی جمعیت اندونزی می‌پردازد. جمعیت اندونزی طبق سرشماری ملی سال ۲۰۱۰، ۲۳۷٫۶۴ میلیون نفر بود و تخمین زده می‌شد در سال ۲۰۱۵ به ۲۵۵٫۴ میلیون نفر برسد. ۵۸٪ در جزیره جاوه، پرجمعیت‌ترین جزیره جهان زندگی می‌کنند.
با وجود برنامه نسبتاً مؤثری در زمینه برنامه‌ریزی خانواده، که از سال ۱۹۶۷ آغاز شده است، برای دهه منتهی به سال ۲۰۱۰، رشد جمعیت اندونزی ۱٫۴۹ درصد بود. با این سرعت، پیش‌بینی می‌شود جمعیت اندونزی از جمعیت فعلی ایالات متحده پیشی بگیرد. برخی می‌گویند که برنامه‌ریزی خانواده باید بر اساس برنامه سال ۱۹۶۷ احیا شود تا اندونزی به عنوان سومین کشور پرجمعیت جهان تبدیل نشود، اما این هدف توسط گروه‌های مذهبی که معتقدند برنامه‌ریزی خانواده بر خلاف آموزه‌های دینی است، مورد انتقاد قرار گرفته است.
اندونزی در مقایسه با ملل غربی جمعیت به نسبت جوانی دارد، هرچند که پیر شدن آن به دلیل کاهش سرعت تولد این کشور و امید به زندگی آن افزایش یافته است. میانگین سنی اندونزی در سال ۲۰۱۷ ۳۰٫۲ سال بود. اندونزی شامل چندین گروه قومی، فرهنگی و زبانی است که برخی از آن‌ها به یکدیگر مرتبط هستند. از زمان استقلال، اندونزیایی (نوعی زبان مالایی و زبان رسمی) زبان بیشتر ارتباطات کتبی، آموزش، دولت و تجارت است. بسیاری از زبان‌های قومی محلی اولین زبان اکثر اندونزیایی‌ها است و هنوز هم مهم است.

### گروه‌های قومی
گروه‌های قومی در اندونزی (انگلیسی: Ethnic groups in Indonesia) شامل تمام اقوام شناخته شده در اندونزی است. در اندونزی ۶۳۳ گروه قومی شناخته شده وجود دارد. اکثریت قریب به اتفاق متعلق به مردمان آسترونزیایی است.
بر اساس طبقه‌بندی قومی، بزرگ‌ترین گروه قومی اندونزی مردمان جاوه‌ای هستند که حدود ۴۰٪ از کل جمعیت را تشکیل می‌دهند. آن‌ها در جزیره جاوه متمرکز شده‌اند اما میلیون‌ها نفر به دلیل برنامه انتقال به جزایر دیگر در سراسر مجمع الجزایر مهاجرت کرده‌اند. سوندا، باتاک، مادورس، مینانگ کابائو و بوژین‌ها بزرگ‌ترین گروه‌های قومی اندونزی هستند. بسیاری از اقوام، به ویژه در کالیمانتان و پاپوآ، تنها صدها عضو دارند. اغلب زبان‌های محلی متعلق به خانواده زبان آسترونزیایی است، گرچه تعداد قابل توجهی از مردم، به ویژه در شرق اندونزی، با زبان‌های پاپوایی صحبت می‌کنند. اندونزیایی‌های چینی طبق سرشماری سال ۲۰۰۰، کمی کمتر از ۱ درصد از کل جمعیت اندونزی را تشکیل می‌دهند. برخی از این اندونزیایی‌ها از تبار چینی با لهجه‌های مختلف چینی صحبت می‌کنند، مهم‌ترین آن‌ها هاوکیین و هاکا.
طبقه‌بندی گروه‌های قومی در اندونزی به دلیل مهاجرت‌ها، تأثیرات فرهنگی و زبانی، سفت و سخت نیست و در برخی موارد نیز مشخص نیست. به عنوان مثال برخی ممکن است بانانتزی و سیربونز را عضو مردم جاوه بدانند؛ با این حال، برخی دیگر استدلال می‌کنند که آن‌ها گروه‌های قومی مختلف هستند زیرا لهجه‌های متمایز خود را دارند. این مورد در مورد مردم بدوئی که بسیاری از شباهت‌های فرهنگی را با مردم سوندا به اشتراک می‌گذارند، مشابه است. نمونه‌ای از قومیت ترکیبی قوم بتاوی است که نه تنها از ازدواج‌های بین اقوام مختلف در اندونزی بلکه با مهاجران عرب، چینی و هندی از دوران استعمار باتاویا (جاکارتا) سرچشمه گرفته است.

نقشه گروه‌های قومی بومی در اندونزی، گروه‌های قومی با منشأ خارجی مانند چینی‌ها، عرب‌ها و هندی‌ها نشان داده نشده است، اما به‌طور معمول در مناطق شهری سکونت دارند.

### مذهب
حدود ۸۶ درصد از مردم اندونزی مسلمان و بقیه مسیحی، هندو یا بودایی هستند. فرقه اسلامی احمدیه در اندونزی حدود دویست هزار هوادار دارد.

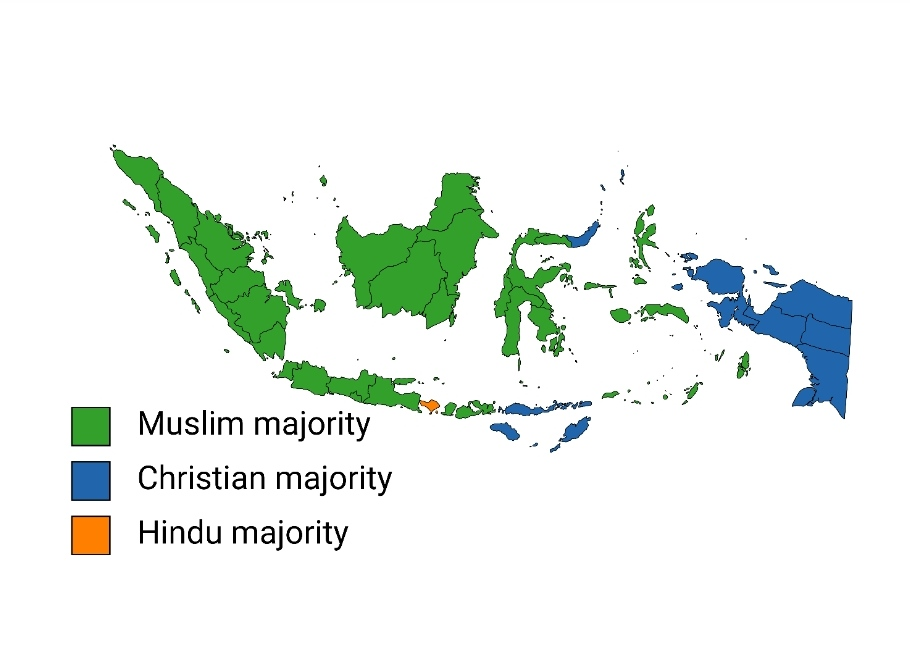
نقشه ادیان اکثریت مردم در استان‌های مختلف اندونزی

اندونزی که پرجمعیت‌ترین کشور مسلمان جهان است همواره به داشتن سنت بردباری مذهبی افتخار می‌کرده و در قانون اساسی این کشور آزادی مذهبی تضمین شده است ولی در سال‌های اخیر این آزادی مذهبی مورد تهدید قرار گرفته است. امروزه قوانین این کشور تبلیغ افکار خداناباوری را جرم دانسته و برای کسانی که بخواهند مؤمنان مسلمان را با باورهای دیگری آشنا کنند تا پنج سال زندان پیش‌بینی کرده است.
در اندونزی دین نقش مهمی در آموزش خصوصی دارد و در شرایطی که تعداد مدارس دولتی خوب بسیار اندک است غیر از مدارس دینی گزینه دیگری نیست.
آچه تنها استان اندونزی است که قوانین شریعت می‌تواند در آن اجرا شود. پارلمان محلی آچه در سال ۲۰۰۹ به تنبیه همجنسگرایان با ترکه چوب رأی داد، اما فرماندار آچه حاضر به اجرای این رأی و تبدیل آن به قانون نشده است.
در قانون مجازات «کفرگویی» که در سال ۱۹۶۵ در اندونزی به تصویب رسیده است هرگونه دگراندیشی از یکی از شش دین رسمی اندونزی ممنوع اعلام شده است. در سال ۱۳۸۷ خورشیدی نهادی اسلامی در اندونزی با صدور فتوایی نرمش‌های یوگا را ممنوع اعلام کرد.
ابوبکر بشیر، روحانی بنیادگرای مسلمان اندونزی، به اتهام همکاری در عملیات تروریستی و سازماندهی یک مرکز آموزش تندروهای مسلح در استان آچه، در غرب اندونزی، محاکمه شده است.

## اقتصاد

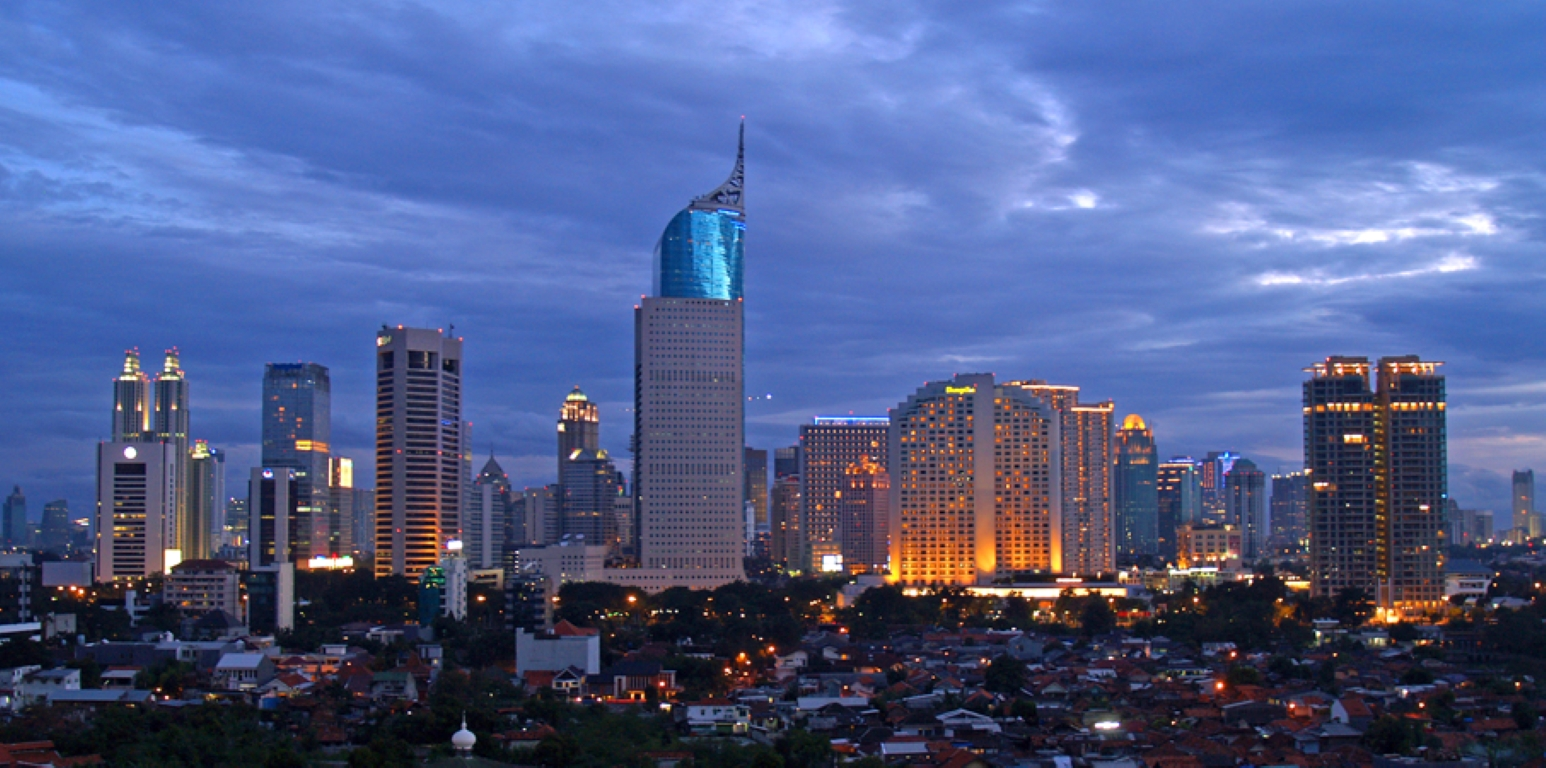
جاکارتا پایتخت اندونزی و بزرگ‌ترین مرکز بازرگانی کشور.

با وجود جمعیت زیاد و مناطق پرتراکم، اندونزی جنگل‌های کم‌جمعیت بسیار گسترده‌ای نیز دارد که دومین سطح از تنوع زیستی را در جهان در خود جای داده‌اند. بنابر آمار سال ۲۰۰۵ تولید ناخالص داخلی اندونزی ۲۸۷ میلیارد دلار بوده است که سهم سرانه هر فرد ۴۴۵۸ دلار است. در سال ۲۰۲۲تولید ناخالص داخلی (GDP) اندونزی برابر ۱۰۸۹میلیارد دلار بوده است. اندونزی سهم صنعت ۴۰٫۷٪ که بیشتر به فرآوری محصولات کشاورزی و معدنی مشغول است و سهم بخش کشاورزی ۱۴٪ می‌باشد و محصول اصلی اش برنج است. با این حال بیشترین شاغلان در بخش کشاورزی مشغول به کار هستند. ۴۱ میلیون و هشتصد هزار نفر از نیروی کار در بخش کشاورزی شاغلند؛ که کشاورزانی هستند که حرفه‌ای نیستند و در سطح کلان تولید نمی‌کنند. اما هم کشاورزان بزرگ و هم روستاییان مقدار زیادی لاستیک، چای، قهوه، تنباکو و ادویه تولید و صادر می‌کنند. از دوران استعمار هلند زیرساخت مناسب آبیاری در کشاورزی برای اندونزی به جا مانده است.
بیشترین صادرات اندونزی به کشورهای آمریکا و ژاپن و چین و سنگاپور می‌باشد. اندونزی از لحاظ معدنی کشوری غنی می‌باشد و معادن نفت، گاز طبیعی، قلع، نیکل، زغال‌سنگ، بوکسیت و مس در این کشور موجود است اما به علت نسبت بیشتر جمعیت به ثروت جمعیت مردم فقیر زیاد است. صنعت معدنکاری سهمی ۱۲ درصدی در تولید ناخالص داخلی اندونزی دارد.
یکی دیگر از منابع کسب درآمد برای اندونزی صنعت گردشگری است.

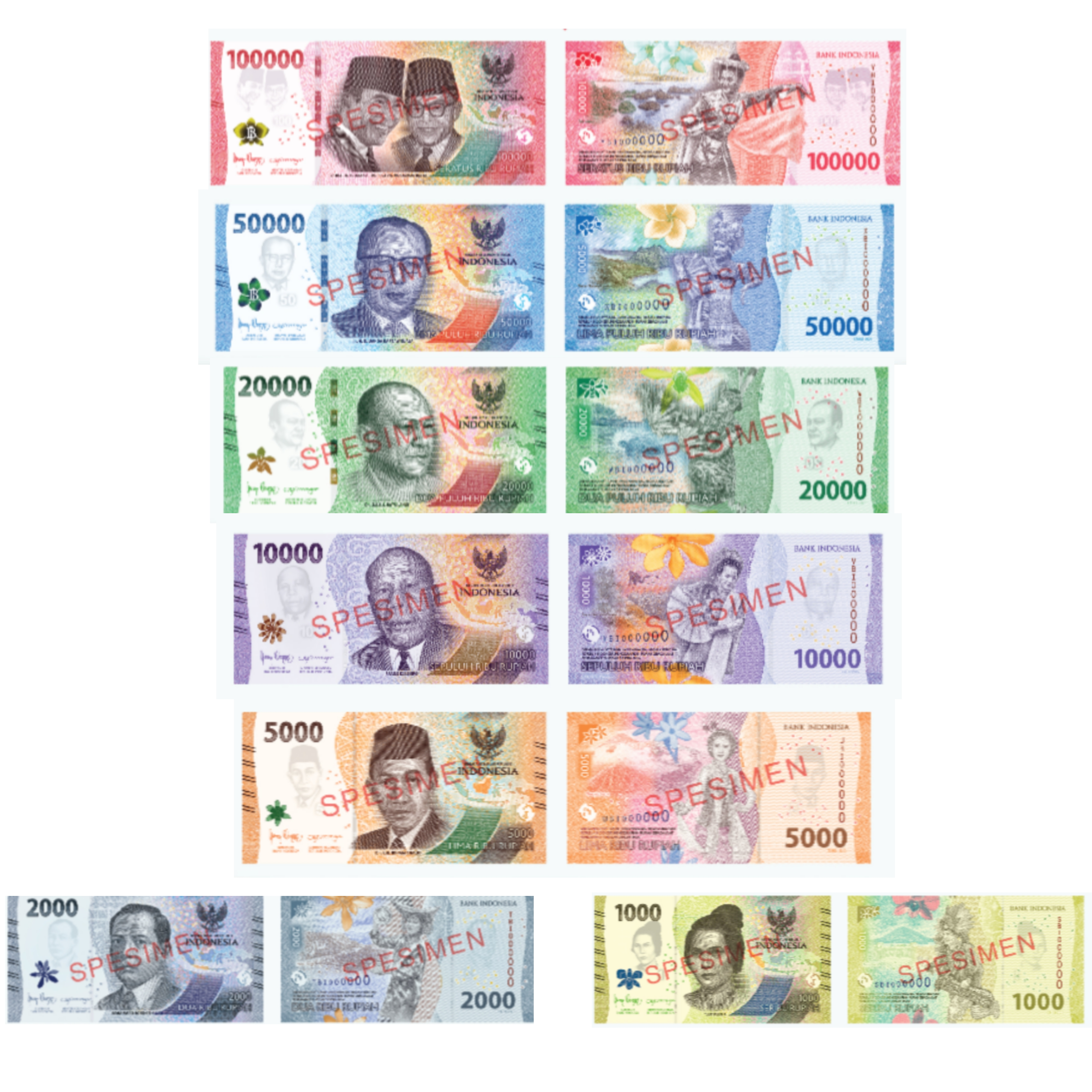
روپیه اندونزی جزو ده پول رایج بی‌ارزش جهان

در اواخر دهه ۹۰ میلادی که بازارهای اقتصادی در آسیا دچار مشکلات شدید شد، ارزش پول اندونزی نیز به‌شدت سقوط کرد و سوهارتو ناچار شد تا اصلاحات اقتصادی شدیدی را انجام دهد و در همین رابطه با صندوق بین‌المللی پول برای کمکی به ارزش بیش از ۴۰ میلیارد دلار به توافق رسید. نارضایتی‌های سیاسی و در خواست استعفای سوهارتو، از پیامدهای این مشکلات اقتصادی بود.
در مارس سال ۱۹۹۸ سوهارتو برای چندمین بار به قدرت رسید. اما مشکلات برای دولت همچنان ادامه داشت.
در میان سال‌های ۲۰۰۷ تا ۲۰۱۲ شمار میلیونرها در اندونزی رشد فزاینده‌ای داشته است اما هنوز نیمی از مردم با درآمد روزی کمتر از دو دلار زندگی می‌کنند. تنها ۱۰ درصد کسانی که کار می‌کنند مالیات می‌پردازند و دولت برای تأمین آموزش رایگان و بهداشت مشکل دارد.
تولید نفت در اندونزی بسیار کم است و این میزان تنها برای تأمین نیازهای داخلی این کشور صرف می‌شود ولی با این حال اندونزی بزرگ‌ترین تولیدکننده نفت در کشورهای جنوب شرقی آسیا به‌شمار می‌آید.
اندونزی به دلیل فرسودگی چاه‌های نفت و کمبود تولید نفت در این کشور در ماه مه ۲۰۰۸ از سازمان اوپک خارج شد.
واحد پول این کشور روپیه اندونزی است که هر دلار آمریکا معادل ۱۵/۱۵۰ روپیه است. (آگوست۲۰۲۴)

## فرهنگ
هنر نقاشی در بالی هنری دارای سنت و پیشینه است. تماس هنرمندان محلی با سبک نقاشی اروپایی در سده بیستم روی داد. امروزه البته در جاوه مرکزی روش‌های نقش‌پردازی کلاقه‌ای که از روش‌های بسیار قدیمی اندونزیایی است رفته‌رفته کاربردهای بیشتری در نقاشی‌ها پیدا می‌کنند.
موسیقی در اندونزی انواع گوناگونی داد ولی معروف‌ترین آن موسیقی گاملان است که موسیقی سنتی دربارهای جاوه و بالی به‌شمار می‌آید. امروزه تمام سبک‌های موسیقی پاپ نیز به زبان ملی (اندونزیایی) یا به زبان محلی خوانده می‌شود. افزون بر این سبک‌های عامه‌پسندی مانند کرونتیونگ، دانگ‌دوت، کاپورساری و جایپونگان نیز رایجند.
زبان رسمی این کشور زبان اندونزیایی و واحد پول آن روپیه است. مردم این کشور متشکل از اقوام گوناگونی هستند که جاوه‌ایها با حدود ۴۰ درصد بزرگ‌ترین قوم هستند و پس از آن‌ها سوندانی‌ها با ۱۵ درصد قرار دارند. جاوه‌ای‌ها بر امور سیاسی اندونزی چیرگی دارند.